# جون باخ ماكماستر
جون باخ ماكماستر (29 يونيو 1852-24 مايو 1932) مؤرخً أمريكيً.

## حياته
ولد ماكماستر في بروكلين، نيويورك. وكان والده من مواليد نيويورك أيضا، حيث عمل مصرفيًا وزارعًا في نيو أورلينز في بداية الحرب الأهلية.
تخرج ماكماستر من كلية مدينة نيويورك عام 1872، وعمل هلال الغترة 1873-1877 مهندسًا مدنيًا، وكان مدرسًا للهندسة المدنية في جامعة برينستون هلال الفترة 1877-1883، وفي العام 1883 أصبح أستاذًا للتاريخ الأمريكي في جامعة بنسلفانيا.
تم انتخاب ماكماستر عضوًا في جمعية الآثار الأمريكية عام 1884وكان ماكماستر الرئيس الثاني لنادي فرانكلين إن، وبقي في المنصب من عام 1914 إلى عام 1930، واشتهر ماكماستر بتأريخه لشعب الولايات المتحدة من الثورة إلى الحرب الأهلية، وهو مكمل قيم للكتابات السياسية البحتة لـ جيمس شولر وفون هولست وهنري آدامز بدأ العمل عليها في عام 1873، بعد أن جمع المواد منذ عام 1870. كان كتابه «تاريخ المدرسة في الولايات المتحدة» (1897) كتابًا شائعًا للغاية لسنوات عديدة. إلى جانب هذه الكتب كان لديه كتابة المقالات العديدة في المجلات، ونشر«بنجامين فرانكلين رجل الآداب» في سلسلته «رجال الآداب» (بوسطن، 1887)
اختلف عمله التاريخي عن الممارسة المعيارية من حيث أنه ابتعد عن التركيز السياسي الحصري للخوض في التاريخ الاجتماعي وحياة الناس العاديين وأيضًا في استخدامه للأوراق الإخبارية كمصادر. في عام 1884، تم انتخابه كعضو في الجمعية الفلسفية الأمريكية.

## أعماله
- جون باخ ماكماستر، مراكز الجسور والأنفاق ، 1875
- جون باخ ماكماستر، تاريخ شعب الولايات المتحدة من الثورة إلى الحرب الأهلية (8 مجلدات)، 1883-.
- جون باخ ماكماستر، بنجامين فرانكلين في دور رجل الآداب ، 1887.[7]
- جون باخ ماكماستر، الخطوط العريضة لمحاضرات التاريخ الدستوري للولايات المتحدة، 1789-1889 ، 1889.
- جون باخ ماكماستر، مع الآباء: دراسات في تاريخ الولايات المتحدة ، 1896.
- جون باخ ماكماستر، أصل ومعنى وتطبيق عقيدة مونرو 1896.
- جون باخ ماكماستر، جامعة بنسلفانيا المصور ،1897
- جون باخ ماكماستر، تاريخ مدرسة الولايات المتحدة 1897.
- جون باخ ماكماستر، تاريخ أولي للولايات المتحدة ، 1901.
- جون باخ ماكماستر، تاريخ الرحلة الاستكشافية تحت قيادة القبطان لويس وكلارك (3 مجلدات)، 1902-.
- جون فيسك (1842-1901)، جون باخ ماكماستر (1852-1932)، وجون هنري رايت (1852-1908)، التطور الحديث للعالم الجديد ، 1902.
- جون باخ ماكماستر، اكتساب الحقوق السياسية والاجتماعية والصناعية للإنسان في أمريكا ، 1903.
- جون باخ ماكماستر، تاريخ موجز للولايات المتحدة ، 1909.
- جون باخ ماكماستر، حياة وأوقات ستيفن جيرارد، مارينر وتاجر ، 1918.
- جون باخ ماكماستر، الولايات المتحدة في الحرب العالمية (3 مجلدات)، 1918-1920.

## روابط خارجية
- مؤلفات John Bach McMaster في مشروع غوتنبرغ
- مجموعة مخطوطات أوراق جون ب. ماكماستر 1330". جامعة بنسلفانيا.